# Peu Sousa
Pedro Sérgio dos Santos Maia de Sousa, mais conhecido como Peu Sousa (Salvador, 22 de julho de 1977 — Salvador, 5 de maio de 2013), foi um guitarrista, compositor e produtor musical, tendo ficado famoso por acompanhar a cantora baiana Pitty, além de ter tocado com diversos outros artistas.

## Biografia
Peu Sousa, filho de Janete Galvão e enteado de Luiz Galvão — ex-integrante dos Novos Baianos —, cresceu em um ambiente musical e começou a tocar aos sete anos de idade, quando ganhou seu primeiro violão. Aos onze, ganhou sua primeira guitarra e montou uma banda chamada Tritomia, com a qual chegou a fazer uma apresentação. Aos 14 anos fez sua primeira gravação em estúdio, como participação junto à banda de pop rock Cravo Negro, de Salvador. No mesmo ano, gravou suas primeiras músicas autorais junto com a banda Bizarre Joe, a qual chegou a abrir shows da banda Úteros em Fúria, na qual Peu trabalhou como roadie.
Em 1995 formou a banda Dois Sapos e Meio, que frequentava a cena underground de Salvador, da qual participou de dois shows, e depois entrou na banda paulista Pin Ups, com a qual excursionou durante um ano. Voltou para Salvador e retomou a Dois Sapos e Meio até o final de 1999. Nesta época, com 19 anos, excursionou acompanhando Carlinhos Brown, com quem chegou a tocar em cima do trio elétrico, e após o que montou a banda Diga Aí Chefe!, onde também era o vocalista. Em um projeto paralelo, acompanhou a cantora baiana Rebecca Matta. Nesta época, também acompanhou seu padrasto Luiz Galvão em show solo e em algumas apresentações com os Novos Baianos.
Foi com a cantora Pitty que seu nome ficou conhecido no cenário nacional, como guitarrista do álbum Admirável Chip Novo. Ao sair da banda, foi convidado para tocar com DeFalla e Marcelo D2.
Em janeiro de 2005 formou a banda Trêmula, que foi indicada ao MTV Video Music Brasil como banda revelação, com o clipe "Selvagens Procurando Lei". Nesta época, produziu oito faixas do álbum Fim da Trégua da banda Medula.
Em 2009 participou do show da campanha Criança Esperança, que tinha 40 guitarristas no palco, entretanto, as duas únicas guitarras ligadas eram a de Peu e a de Edgar Scandurra.
Seu último trabalho, aos 32 anos, foi com a banda Nove Mil Anjos.

### Morte
De acordo com informações da imprensa, na manhã de domingo, dia 5 de maio de 2013, Peu teve uma discussão com a esposa, que saiu de casa levando os dois filhos do casal, um adolescente e outro de 4 anos. Ao retornar, por volta das 23 horas (horário local) do mesmo dia, ela encontrou o corpo de Peu enforcado com um cinto, no quarto do casal. A Polícia Civil da Bahia encerrou as investigações com um laudo pericial e fechou o caso como suicídio.

## Discografia e participações

### Demo tape
- Passo beck (Dois Sapos e Meio)
- Bombardeio (Dois Sapos e Meio)
- Dois Sapos e Meio

### Coletânea
- Umdabahia (Dois Sapos e Meio)
- Bahia Rock Collection (Dois Sapos e Meio)
- Banana 2 (Dois Sapos e Meio)

### EP
- Dois Sapos e Meio, Obrigado Vazquez
- Diga aí Chefe
- Irreversíveis

### Álbuns de estúdio
- Carlinhos Brown, Omelete Man (faixa "Cachorro Louco", com a Dois Sapos e Meio)
- Rebeca Matta, Garotas Boas Vão Pro Céu, Garotas Más Vão Para Qualquer Lugar
- Galvão, Com a Palavra
- Pitty, Admirável Chip Novo
- Tremula, Selvagens Procurando Lei
- Medulla, O Fim Da Trégua
- Nove Mil Anjos, 9MA

### Composição e parceria musical
- Nove Mil Anjos (As 12 músicas do álbum em parceria com os integrantes da banda)
- "Do Seu Lado" (Luizão Pereira e Peu Sousa), que foi gravada pelo Projeto Dois Em Um
- "Amores Cruzados" (Peu Sousa), que foi gravada pela dupla K-Sis, no álbum Amores Cruzados e foi parte da trilha sonora da Novela da Globo
- Tremula (Peu Sousa compôs todas as músicas da banda)
- "Suas Armas" (Pitty e Peu Sousa), que foi gravada para a trilha sonora do filme Meu Tio Matou um Cara
- "A Mídia" (Galvão, Peu Sousa e Pepeu Gomes), que foi gravada no álbum Infinito Circular, dos Novos Baianos, e depois por Zeca Baleiro
- Diga aí Chefe (Peu Sousa compôs todas as músicas da banda)
- Dois Sapos e Meio (Peu Sousa compôs grande maioria das músicas da banda)
- "Equalize" (Pitty e Peu Sousa), que foi gravada para o álbum Admirável Chip Novo (2003)
- Deja vú (Pitty e Peu Sousa), que foi gravada para o álbum Anacrônico (2005)
- Para o Grande Amor (Peu Sousa), que foi gravada por Pitty para o álbum Matriz (2019)

### Videoclipe
- Chuva Agora, com Nove Mil Anjos..
- Selvagens Procurando Lei, com Trêmula
- Grife, com Trêmula
- Semana que Vem, com Pitty
- Teto de Vidro, com Pitty
- Máscara, com Pitty

### Apresentação ao vivo, no VMB, MTV
- Nove Mil Anjos - Single Chuva Agora (2008)
- Pitty - Single Máscara (2003)